# Опера буфа
Опера буфа (итал opera buffa комична опера) је италијанска врста комичне опере. Развила се у XVIII веку, делимично из интермеца, који су се изводили између чинова опере серије. У опери буфи музичке тачке су повезане или говорним дијалозима или тзв. речитативо секом. Појавила се као изданак ојачалог грађанског сталежа и његовог реалистичког гледања на музичко позориште. Грађанству нису више били потребни митолошки, фантастични и историјски садржаји који су владали либретима опере серије. Опера буфа износи на позорницу људе, карактере и збивања из свакодневног живота, који често исмевају нездраве друштвене појаве. У опери буфи редовно наступају типизирани ликови. У почетку у опери буфи учествује мали број извођача, у њој нема хора, а оркестарска пратња је скромна.
Оперу буфу су изградили композитори напуљске школе. Међу најстарије заокружене облике убраја се Тријумф части (1718) А. Скарлатија, а најпознатија од раних опера је Служавка господарица (1733) Ђ. Перголезија. У првом раздобљу опере буфе истичу се дела Н. Логрошина и Б. Галупија. С временом продиру у њу елементи опере серије. Аутори таквих каснијих опера буфа су Н. Пичини, Ђ. Паизјело, Д. Чимароза. Врхунац та врста опере досеже у делу Севиљски берберин (1816) Ђ. Росинија.